# Astaenomoechus cicheroi
Astaenomoechus cicheroi är en skalbaggsart som beskrevs av Martinez 1969. Astaenomoechus cicheroi ingår i släktet Astaenomoechus och familjen Hybosoridae. Inga underarter finns listade.